# Dottor Spectrum
Con il nome Dottor Spectrum (Dotctor Spectrum) si identificano cinque personaggi immaginari dei fumetti Marvel Comics:
- Kenji Obatu, supercriminale membro dello Squadrone Sinistro;
- Billy Roberts, supercriminale;
- Alice Nugent, supercriminale;
- Joseph Ledger, supereroe membro dello Squadrone Supremo di Terra-712;
- Joseph Ledger, supereroe membro dello Squadrone Supremo di Terra-31916.

I personaggi derivano il proprio nome, Spectrum, dallo spettro visibile, i cui colori caratterizzano i poteri e l'aspetto di tutti loro.

## Origine del personaggio
Molti membri dello Squadrone Supremo sono la controparte di un personaggio della DC Comics: il Dottor Spectrum è Lanterna Verde, in particolare Hal Jordan, la cui storia e i cui poteri sono similissimi.

## Biografia dei personaggi

### Joseph Ledger (Terra-31916)
Il caporale Joseph Ledger è un militare, detto "il Dottore" per la sua capacità di risolvere ogni situazione con la calma e il sangue freddo di un chirurgo. Quando la navicella dell'alieno Hyperion arriva sulla Terra, i militari trovano al suo interno una particolare fonte di alimentazione, un prisma con i colori dello spettro visibile, in parte biologico e in parte minerale, che sembra capace di interagire con la mente umana. Scelto per la sua freddezza e la sua prontezza di spirito, Ledger impara a controllare l'energia del cristallo, ma questo si fonde con il suo corpo (sul dorso della mano) mandandolo in coma per un breve periodo. Durante il suo coma, chiunque tenti di rimuovere il cristallo dalla mano di Ledger rimane ucciso, diventando una sorta di minerale e sgretolandosi. Gli scienziati avvicinano poi Ledger alla navicella di Hyperion rimuovendo ogni protezione: con un'enorme fuoriuscita di energia luminosa, il caporale scompare in cielo per giorni. Al suo ritorno, Joseph Ledger è in grado di sprigionare a suo piacimento l'energia del prisma, controllandolo mentalmente, ma sembra di manifestare una sorta di doppia personalità, quasi la navicella sia diventata parte di lui.

## Poteri e abilità
Il prisma alieno fusosi con il corpo del Dottor Spectrum conferisce a questo la capacità di dare forma solida ai propri pensieri. Questa capacità viene sfruttata in molteplici modi: creazione di oggetti di ogni forma e dimensione, fatti di luce solida dei colori dello spettro visibile, creazione di raggi di energia e barriere... In particolare la capacità di creare un campo di forza intorno al proprio corpo garantisce al Dottor Spectrum di sopravvivere nello spazio aperto e di volare.